# Parameioneta spicata
Pour les articles homonymes, voir Parameioneta et Spicata.
Espèce
Parameioneta spicata est une espèce d'araignées aranéomorphes de la famille des Linyphiidae.

## Distribution
Cette espèce se rencontre en Malaisie péninsulaire et en Thaïlande,.

## Publication originale
- Locket, 1982 : Some linyphiid spiders from western Malaysia. Bulletin British Arachnological Society, vol. 5, no 8, p. 361-384.